# 维亚诺波利斯
维亚诺波利斯是巴西戈亚斯州的一个市镇。总面积997.596平方公里，总人口17530人，人口密度17.6人/平方公里。